# Nationalpark Manusela
Der Nationalpark Manusela befindet sich auf der Insel Seram in der indonesischen Provinz Maluku. Der höchste Berg in dem 1890 km² großen Nationalpark ist der Gunung Binaiya mit 3027 m.
In dem Park leben rund 117 Vogelarten, darunter Molukkenkakadu, Amboinasittich, Boano-Monarch, Edelpapagei, Kakopibrillenvogel und Götzenliest. 14 Arten sind endemisch. Weiterhin gibt es 5 endemische Säugetierarten. Bedeutend ist zudem das Schmetterlingsaufkommen im Park.